# Ndia Ndongo
Pour les articles homonymes, voir Ndongo.
Ndia Ndongo est un village situé dans la communauté rurale de Thilmakha (département de Tivaouane, région de Thiès) situé à 2 kilomètres du chef-lieu de communauté rurale. L'actuel chef du village (octobre 2009) se nomme Serigne Ndia Maguette Ndongo.
Lors du dernier recensement (2002), la localité comptait 343 habitants et 39 ménages.